# Матвієнко Ірина Григорівна
Ірина Григорівна Матвієнко (28 липня 1953, Новомосковськ Дніпропетровської області — 27 січня 2018, Новомосковськ Дніпропетровської області) — українська танцюристка. Заслужена артистка УРСР (1985).

## Життєпис

### Дитинство та юність
Народилася 28 липня 1953 року в родині металургів Григорія Ігнатовича Матвієнка та Олександри Андріївни Матвієнко у місті Новомосковську. Навчалася в середній школі №4.
У 1962 році починає вивчати класичний танець у балетній студії Палацу культури ім. Т. Г. Шевченка міста Новомосковська у педагога Ганни Дмитрівни Красовської. З 1963 по 1965 рік займається в музичній студії Палацу культури ім. Гончара по класу баян, у педагога Завізіон. У 1964 році переходить до балетної студії Палацу культури ім. О. Гончара (педагог Кириленко Лариса Петрівна), де отримує перші сольні партії у балетах «Муха-Цокотуха» та «Снігова Королева». З 1968 року починає вивчати народні танці під керівництвом педагога Богдана Станіславовича Іваницького.

### Освіта
У 1971 році вступає до Дніпропетровського державного театрального училища на спеціальність «Хореографія». Навчання розпочинає із 2 курсу, у педагога В. Авдєєчева. Закінчує училище у 1973 році із червоним дипломом з відзнакою.
У 1975 Ірина Матвієнко вступає до Київського державного художнього інституту на спеціальність «Мистецтвознавство» (курс О. Асеєва, Л. Міляєва), який закінчує у 1982 році, отримавши диплом мистецтвознавця. Дипломна робота Ірини Матвієнко була присвячена аналізу вишивки Західної України, що поклало початок глибокому зацікавленню мистецтвом вишиванки та створенню власних вишиванок.

### Кар’єра
У 1973 році після закінчення Дніпропетровського державного театрального училища Ірина та її чоловік Анатолій Горошко отримали направлення до ансамблю народного танцю «Надзбручанка» Тернопільської обласної філармонії, під керівництвом хореографа О. Данічкіна (з 1985 року балетмейстером стає Юрій Пац). Виконувала сольні партії в хореографічних мініатюрах «Подоляночка», «Плескач», «Надзбручанка», «Петрусь», «Гандзя», «Тернопільське весілля» та ін. Ансамбль гастролював у країнах Радянського Союзу та закордоном: у Канаді, Болгарії, Німеччині, Румунії, Чехії.
У 1983 році за заслуги в розвитку танцювального мистецтва України указом Президії Верховної Ради УРСР отримала звання Заслуженої артистки України.
Із 1988 року по 1990 Ірина та її чоловік Анатолій працюють в колективі «Медобори» Тернопільської обласної філармонії, де створюють власну танцювальну програму у таких напрямках, як степ, фламенко, народний танець та демі-класика.
У 1990 році Ірина Матвієнко виходить в декретну відпустку у зв’язку із народженням доньки та переїжджає до рідного міста Новомосковська, де отримує пропозицію обійняти посаду керівника студії естрадного танцю «Бомонд». Під час роботи у студії Ірина розробляє авторську педагогічну систему та засновує напрямок сучасної хореографії — етно-джаз. Стає режисером-постановником більш ніж сотні танцювальних мініатюр та декількох вистав. Під її керуванням учні студії «Бомонд» отримують понад 60 перемог на фестивалях та конкурсах в Україні та закордоном.
У 2000 стала однією із засновниць Творчої спілки «Майбутнє Хореографії» у Новомосковську. Була автором та співавтором багатьох проектів спілки, серед яких: група оздоровчого танцю «Дежавю», група дошкільного розвитку «Малятко», студія бального танцю «New-Moscow Ballroom», фестивалів «Just Dance», «Свято Танцю», «Літній Дивертисмент», чисельних концертів та майстер-класів.

### Родина
У 1973 році Ірина одружилась з хореографом Анатолієм Миколайовичем Горошко. У 1979 році у них народився син Дмитро Горошко, у 1990 році — донька Олександра Матвієнко.

### Останні роки
У 2017 році Ірина отримала діагноз — рак, але продовжувала керувати школою та проводити заняття із учнями.
27 січня 2018 року Ірина Матвієнко померла внаслідок хвороби. Похована на Мар’янівському цвинтарі міста Новомосковська.